# Actio tributoria
L'actio tributoria era un'actio concessa dal pretore ai creditori del soggetto a potestà che avesse contratto obbligazioni e compiuto negozi in ordine alle merci peculiari concessegli dal pater familias o dominus affinché ne commerciasse. I terzi creditori, avendo fondate ragioni per temere bancarotta del sottoposto, si rivolgevano al pretore che invitava il dominus a procedere alla ripartizione dell'importo delle merci peculiari tra i creditori attribuendo agli stessi una quota proporzionale al credito di ciascuno e partecipando anch'egli alla ripartizione sullo stesso piano. A differenza di quando si agiva con l'actio de peculio et de in rem verso, nella quale l'importo del peculio da dividere tra i creditori era calcolato al netto dei debiti contratti dal sottoposto con l'avente potestà, si realizzava una par condicio creditorum con il dominus.